# Jurassic War
Jurassic War, noto come Clash of the Dinosaurs, è una mini-serie documentaristica  statunitense creata dalla Dangerous LTD in particolare da Tim Goodchild. Il documentario è iniziato il 13 dicembre del 2009, su Discovery Communications.

## Animali
- Ankylosaurus
- Deinonychus
- Parasaurolophus
- Quetzalcoatlus
- Sauroposeidon
- Triceratops
- Tyrannosaurus

## Episodi
1. Extreme Survivors: viene mostrato come i dinosauri siano sopravvissuti nel Mesozoico.
2. Perfect Predators: si vedono il Quetzalcoatlus (che non è un dinosauro), il Deinonychus e il T. rex cacciare le loro prede.
3. The Defenders: viene mostrato come il Triceratops, l'Ankylosaurus, il Parasaurolophus e il Sauroposeidon si difendevano dai predatori.
4. Generations: vengono mostrati la riproduzione dei dinosauri, la loro estinzione e l'evoluzione degli uccelli.

## Errori
- Non vi è alcuna prova che il Parasaurolophus si difendesse mediante ultrasuoni, ed è improbabile che questo fosse acusticamente possibile.
- È stato scoperto che il Parasaurolophus poteva emettere suoni fino a 38 Hz, non 42 Hz come sostenuto nel terzo episodio
- Non c'era alcuna prova per sostenere che il Quetzalcoatlus avrebbe potuto vedere gli ultravioletti.
- Nel terzo episodio Bob Bakker definisce il triceratopo come il più pericoloso fra i dinosauri e probabilmente anche la creatura più pericolosa mai vissuta sulla Terra, ma in realtà si pensa siano esistite creature più pericolose del triceratopo come il Tyrannosaurus rex, definito nel documentario come "la creatura più spaventosa mai apparsa sulla Terra", e il Deinonychus. La cosa strana è che nel documentario Jurassic Park - La vera storia, Bob Bakker appare e stavolta, invece del triceratopo, definisce il Deinonychus come "il dinosauro più pericoloso mai esistito". Ciò genera molta confusione su quale dinosauro sia stato il più pericoloso secondo Bakker.
- Nel documentario, Tyrannosaurus viene definito come il più grande predatore terrestre mai vissuto ma in realtà sono esistiti diversi predatori terrestri più grandi di Tyrannosaurus come Giganotosaurus e Spinosaurus.

## Modelli
Per il documentario L'ultimo giorno dei dinosauri: il Parasaurolophus è stato utilizzato per il Charonosaurus, il Deinonychus per il Saurornithoides, il Sauroposeidon per l'Alamosaurus. Invece il Tyrannosaurus, il Triceratops, l'Ankylosaurus e il Quetzalcoatlus sono rimasti gli stessi.